# Kamil Sipowicz
Kamil Piotr Sipowicz (ur. 23 lipca 1953 w Otwocku) – polski historyk filozofii, pisarz, poeta, autor tekstów piosenek, dziennikarz, rzeźbiarz i malarz, doktor nauk humanistycznych. Członek Akademii Fonograficznej ZPAV i Stowarzyszenia Pisarzy Polskich.

## Życiorys
Pierwsze lata życia spędził w rodzinnym domu w Świdrze, dokąd rodzina matki przeprowadziła się w okresie II wojny światowej. Jego ojciec szybko rozstał się z matką i Kamil Sipowicz sporo czasu pomieszkiwał u innych członków rodziny, m.in. w Płocku. W 1964 przeprowadzili się do mieszkania przy Marchlewskiego 55 na osiedlu Muranów Zachodni w Warszawie.
Tytuł magistra uzyskał na Wydziale Filozofii Chrześcijańskiej w Akademii Teologii Katolickiej w Warszawie (1974–1979). Studia doktoranckie realizował na Uniwersytecie Ludwika i Maksymiliana w Monachium (1980–1982) i Wolnym Uniwersytecie Berlińskim (1982–1988). W trakcie studiów w Niemczech uczestniczył w seminariach prowadzonych przez m.in. Hermana Kringsa oraz Ernsta Tugendhata, które zainspirowały go do własnych badań filozoficznych. Posiada stopień doktora nauk humanistycznych w zakresie filozofii (tytuł rozprawy doktorskiej: Zagadnienia nieautentyczności i degeneracji w filozofii Martina Heideggera). Na jej podstawie w roku 2005 opublikował w wydawnictwie Aletheia książkę pt. „Heidegger: degeneracja i nieautentyczność”.
Od 1975 do 2003 współpracował z muzyczną grupą Maanam jako plastyk, autor tekstów i wydawca. W 1991 roku założył wytwórnię fonograficzną Kamiling Co. W 1996 zarejestrował znak słowno-graficzny „Maanam” w Urzędzie Patentowym Rzeczypospolitej Polskiej (numer prawa wyłącznego: 119506). Jego firma, Kamiling Publishing, zajmuje się dziedzictwem Maanamu oraz wokalistki i autorki tekstów – Kory. Od grudnia 2002 jest prezesem zarządu Instytutu Badań DNA sp. z o.o.
W 2006 nielegalnie powiesił swój obraz Apollo w warszawskiej Zachęcie na wystawie malarzy polskich.
Od lutego 2021 na antenie Radiospacji prowadzi audycję pt. Awangarda.

## Rodzina

### Związek i małżeństwo z Korą
W 2013 roku po ponad 40 latach związku poślubił Korę, wokalistkę i liderkę zespołu Maanam. Mają syna Szymona (ur. 1976). W 1998 roku napisali wspólnie książkę pt. „Kora i Maanam: podwójna linia życia”. W 2011 roku Sipowicz opublikował biografię Kory pt. „Kora, Kora. A planety szaleją”.
Mieszkał z Korą na warszawskim Powiślu, następnie na Bielanach, a od 2016 także na Roztoczu.

### Śmierć i dziedzictwo Kory
Po śmierci Kory zajął się m.in. sprawami związanymi z upamiętnieniem żony. 17 grudnia 2018 roku, na warszawskich Bielanach, odsłonił neon "Miłość to wieczna tęsknota", który zaprojektowała Paulina Ołowska. 17 stycznia 2019 roku odsłonił mural Kory, który powstał na tyłach pałacu Branickich w Warszawie. Autorem projektu jest Bruno Althamer. Mural powstał w ramach projektu "Kobiety na mury", który realizowała redakcja magazynu "Wysokie Obcasy" wraz z lokalnymi oddziałami „Gazety Wyborczej".

### Pozostała rodzina
Jest bratankiem białoruskiego biskupa greckokatolickiego i przełożonego generalnego zakonu marianów Czesława Sipowicza (1914–1981).
W 2021 ożenił się z młodszą o ponad 30 lat Sylwią Sipowicz, z którą rozwiódł się w czerwcu 2023.

## Pisarstwo i twórczość artystyczna
Jest autorem ośmiu książek oraz siedmiu tomików poezji. Od kilkudziesięciu lat publikuje w czasopismach o tematyce muzycznej („Jazz” – od 1975, „Jazz Forum”, „Magazyn Muzyczny Jazz”, „Tylko Rock”) oraz filozoficznej („Philosophia Christianae”, „Życie i Myśl”, „ExLibris”). Jest autorem felietonów, które ukazywały się m.in. na łamach takich gazet jak „Playboy”, „Polityka”, „Przekrój”, „Post”, „The Warsaw Voice”, „Razem” (od 1984), Gazecie Wyborczej i innych. Był także redaktorem naczelnym magazynu MAX (1999-2000). Wiersze publikował w Twórczości, Nowej Okolicy Poetów, Toposie, Kartkach i Gazecie Wyborczej.
Od lat 70. XX wieku aktywny jest jako plastyk. Brał udział w happeningach w warszawskiej galerii Galerią Repassage (1971-1975).
Zajmuje się rzeźbą, tworząc głównie w drewnie i metalu. grafiką komputerową, malarstwem (akryl i gwasz). Swoje prace wystawiał w Europie m.in. w Berlinie, Monachium, Warszawie, Krakowie, Bielsku-Białej oraz w Stanach Zjednoczonych m.in. w Miami.
Jest autorem cyklu obrazów Arki Przymierza (1980-1988), Bogowie i Archetypy (1988-1999), cykl rzeźb Totemy (1982-2000), oraz Collages: Transmandale.
W 2008 opublikował książkę Hipisi w PRL (w 2016 wyszło rozszerzone wydanie). Następnie Czy marihuana jest z konopi? (2011) poświęconą historii marihuany oraz Encyklopedię Polskiej Psychodelii (2013). Jest zwolennikiem depenalizacji marihuany oraz pełnej legalizacji marihuany medycznej. Prowadził blog na portalu natemat. W 2016 opublikował książkę Ramona, Mila, Bobo i 56 innych zwierząt, poświęconą wspólnemu z żoną (Korą) życiu na Roztoczu. Na książkę składają się mikroopowieści o okolicy, zwierzętach i wspólnych podróżach do Meksyku, Grecji i Brazylii wraz z Korą, która jest autorką ilustracji do książki. Przez cały rok 2016 spotykali z czytelnikami w Szczebrzeszynie, Biłgoraju, Zwierzyńcu, Zamościu, Lublinie oraz w Krakowie, Warszawie i Łodzi.

### Książki
- Kora i Maanam: podwójna linia życia (współautor Olga Jackowska), wyd. Iskry, Warszawa 1998.
- Heidegger: degeneracja i nieautentyczność, wyd. Aletheia, Warszawa 2005.
- Hipisi w PRL-u, wyd. Baobab, Warszawa 2008.
- Czy marihuana jest z konopi?, wyd. Baobab, Warszawa 2011.
- Kora, Kora. A planety szaleją, wyd. Agora, Warszawa 2011.
- W obronie Kory i wolności. List do premiera, wyd. Czerwone i czarne, Warszawa 2012.
- Encyklopedia polskiej psychodelii, wyd. Krytyka Polityczna, Warszawa 2013.
- Ramona, Mila, Bobo i pięćdziesiąt sześć innych zwierząt, wyd. Iskry, Warszawa 2016.

### Poezja
- Tajemnicze dzieje pierwiastków, wyd. Przedświt, Warszawa 1983.
- Królowie w kole ognia, wyd. Miniatura, Kraków, 1990.
- Świder metafizyczny, wyd. Świat Literacki, Warszawa 2005.
- I znowu pogrzeb we wrześniu, wyd. Czuły Barbarzyńca, Warszawa 2006.
- Pieśni solarne, wyd. Podkarpacki Instytut Książki i Marketingu, Rzeszów 2009.
- Choroby kartezjańskie, wyd. Wojewódzkiej Biblioteki Publicznej i Centrum Animacji Kultury w Poznaniu, Poznań 2013.
- Platyna, wyd. Podkarpacki Instytut Książki i Marketingu, Rzeszów 2016.

### Wykłady pt.Pojęcie psychodelików w antropologii, kulturze, medycynie i filozofii
- 19.10.2013 – Ogólne pojęcie psychodelii i doświadczenia z enteogenami jako źródło religii
- 16.11.2013 – Psychodelia w Europie i na Słowiańszczyźnie
- 30.11.2013 – Psychodeliczni romantycy i młodopolacy
- 09.01.2013 – Poezja młodopolska
- 25.01.2013 – Witkacy, Szukalski i peyotl
- 01.02.2013 – Kodeinowy Białoszewski i hipisi
- 05.09.2013 – Polska psychodelia w literaturze

### Autor i współautor wybranych utworów grupy Maanam
- Utwór „Derwisz” z albumu Derwisz i anioł grupy Maanam – autor tekstu.
- Utwór „Owady podniosły skrzydła do lotu” z albumu Róża grupy Maanam – współautor tekstu wraz z Korą[22].
- Utwór „Owady… / … z mewami” z albumu Róża grupy Maanam – współautor tekstu wraz z Korą[22].
- Utwór „List (to nie hołd)” z albumu Róża grupy Maanam – autor tekstu[22].
- Utwór „Wieje piaskiem od strony wojny” z albumu Róża grupy Maanam – autor tekstu[22].
- Utwór „Bądź ostrożny” z albumu Klucz grupy Maanam – autor tekstu[23].
- Utwór „Puerto Rico” z albumu Klucz grupy Maanam – autor tekstu[23].
- Utwór „Hotel Nirwana” z albumu Hotel Nirwana grupy Maanam – autor tekstu[24].